# 耶律斡臘
耶律斡臘（?—?），字斯寧。辽国政治人物。奚迭剌部出身。
耶律斡臘体力敏捷，善于騎射。保寧初年，任護衛。保寧十年（978年），辽景宗在頡山狩猎，豪猪伏於草中，辽景宗射中他，豪猪突出。御者托満捨馬轡逃避，厩人鶴骨挡住，耶律斡臘射斃豪猪。景宗赞賞了他。在赤山，奔鹿奋角突前，隘路不容躲避。耶律斡臘以身挡住，鹿角触而转倒。景宗说「朕狩猎，两次濒危，赖卿以免，始见尔心」。耶律斡臘進護衛太保。
統和四年（986年），在枢密使耶律斜軫属下于山西击破北宋楊業。统和十三年（995年）秋，为行军都监，在都部署奚和朔奴属下征討兀惹烏昭度。駐鉄驪数月待馬肥，進軍兀惹城。烏昭度愿降，奚和朔奴不許。烏昭度率兵死守兀惹。奚和朔奴知道无法攻下，想要撤退。副部署萧恒德师久无功，请求深入敵地掠奪。耶律斡臘諫言「深入，恐得不偿失」，蕭恒德不从，在東南掠夺，循高麗國北境归還。糧食无法補給，兵馬多死傷。辽圣宗诏命剥奪諸将官爵，正月耶律斡臘反对蕭恒德免于受罰。加官同政事門下平章事、東京留守。開泰年間去世。

## 延伸阅读
[在维基数据编辑]
 《遼史·卷94》，出自脱脱《遼史》